# Покојо
Покојо (шп. Pocoyó) је цртана серија за предшколску дјецу, шпанске производње. Аутори серије су Дејвид Кантола, Луис Галего и Гиљермо Гарсија Карси.
Главни лик серије је малени знатижељни дјечак у плавом. Радњу у серији прати приповедач који подстиче гледаоце да препознају ситуације у којима се дјечак налази и предмете који се појављују у серији. Осим Покоја, у свакој епизоди се јављају и ликови Ели, Мала птица, Фред, Лула и Пато, а у појединим епизодама могу да се појаве и споредни ликови.
Покојев свијет је у тродимензионалном простору са простом бијелом позадином. Серија је направљена помоћу софтвера Softimage XSI. Произведене су двије серије, свака са по 52 седмоминутне епизоде. Трећа серија је још у разматрању, јер аутори размишљају и о изради дугометражног филма. Технички квалитет у развоју сваке епизоде, оригинална прича, одлични звучни ефекти и квалитетна анимација су допринијели да Покојо постане успјешна серија широм свијета. У јуну 2006. на 30. Међународном фестивалу у Анесију серија је добила кристалну награду за најбољу телевизијску продукцију.

## Назив
Покојо (шп. poco yo) се нагрубо преводи као „мали ја“, мада таква ријеч не постоји у шпанском језику. Назив серије је предложио Дејвид Контола, један од аутора. Његова трогодишња кћерка је у својим вечерњим молитвама правила малу грешку, изговарајући „Eres niño poco yo“ („Ти си дијете мали ја“) умјесто „Eres niño como yo“ („Ти си дијете као и ја“).

## Главни ликови
1. Покојо (рођен 14. март 2001. (24 год.)) је главни лик серије. Он је млад дечак пун радозналости који воли да игра игрице и открива нове ствари. Увек носи плави шешир са три преклопа, плаву јакну са жутим патент затварачем и пар плавих панталона и ципеле. Има 4 године; његов "рођендан" је 14. марта. Његови најбољи пријатељи су Ели, мала птица, Фред, Лула и Пато. Он има возило под називом Вамоосх којим може да путује под водом, у ваздуху или кроз свемир. Глас му даје Монтана Смедли у серији 2, али повремено Алекс Марти у серији 1.
2. Ели (рођена 25. јул 1997. (27 год.), 25. јул 1998. (26 год.) у људском добу) је 8-годишња (7 у људском добу) ружичаста слоница која носи плави ранац. Воли да прави кексе и чај. Она има лутку коју много воли. Упркос својој величини, грациозна је и нежна, способна за балет. Обично се вози около на свом розе скутеру.
3. Мала птица (рођен 3. мај 1831. (193 год.) • Грешка: Невалидна година., 3. мај 1998. (26 год.) у америчким робин годинама) је 174-годишња (20 у америчким црвендаћима) заиста мала и гласна птичица. Он је син своје мајке Птице Спавалице, која упада у незгодне ситуације из којих га избавља Покојо.
4. Фред (рођен 8. новембар 1991. (33 год.)) је црвена хоботница (приказано са само 4 ноге уместо са 8, како би се анимација учинила једноставнијим) која говори бесмислице као гусеница. Тако воли да пева.
5. Лула (рођена 19. јануар 2000. (25 год.), 19. јануар 1987. (38 год.) у псећем добу) је наранџато-жута керуша, Покојева љубимица и другарица. Првобитно је овај лик назван Лукас, по псу Гиљерма Гарсије Карсија, али како је био потребан женски лик у серији, преименован је у Лулу.
6. Пато (рођен 5. септембар 1998. (26 год.), 5. септембар 1976. (48 год.) у пачјем добу) је жути патак са малим зеленим шеширом. Pato на шпанском, португалском, тагалогу и папиаменту значи патак. Малој дјеци је изузетно привлачан због његовог занимљивог плеса. Мада уопште пријатан, он је најмрзовољнији и најнестрпљивији лик. Када је разочаран или запањен његов кљун се савије оштро надоле. Повремено потпуно изгуби контролу и тада скаче горе и доле и љутито кваче.

## Списак епизода
Произведене су двије серије, са по 52 епизоде. Постоји и једна необјављена епизода под називом „Клацкалица“.
У Србији, серију приказује Хепи ТВ (Happy TV), ТВ Кошава (TV Košava) и ТВ Мини (TV Mini) а у Хрватској Нова ТВ (Nova TV).
| 1. Пст 2. Покојо плеше 3. Засвирајте молим 4. Кишобран, кишобран 5. Врло тајанствена загонетка 6. Поклон за Ели 7. Кихање 8. Мјехурићи 9. Изненађење птице спавалице 10. Велико спремање 11. Ко је на телефону? 12. Донеси Лула, донеси 13. Мали облак 14. Сто за забаву 15. Само тако, Покојо! 16. Гдје је Покојо? 17. Бубњар 18. Велика трка 19. Не дирај 20. Тајанствени трагови 21. Чаробна кантица 22. Блистава звијезда 23. Штуцање 24. Поштар пато 25. Псећа љубав 26. Палица и лопта 27. Елин осип 28. Лети, лети 29. Изненађење за Покоја 30. Нова лопта 31. Супер Покојо 32. Хајдемо на камповање 33. Кључ за све 34. Чистунац пато 35. Китов рођендан 36. Велика потјера за Ели 37. Вријеме је за спавање 38. Лоптице за жонглирање 39. Покојева мала пријатељица 40. Покојо, Покојо 41. Покојо црта 42. Музичке коцке 43. Насликај ми слику 44. Елина лутка 45. Смијуљење 46. Покојо зна 47. Псећи живот 48. Шта је у кутији 49. Покојо олимпијада 50. Обоји свијет 51. Нема љутње 52. У давна времена | 1. Покојев поклон 2. Машина за мијешање 3. Страшни тобоган 4. Елини часови балета 5. Неуредни гост 6. Погоди 7. Велики патак 8. Покојев балон 9. Ко ме сада зове? 10. Група пријатеља 11. Наглавачке 12. Нови на планети 13. Сви за једног 14. Елине ципеле 15. Пато се изгубио 16. Застрашујући звукови 17. Не у мом довришту 18. Поковион ван контроле 19. Детектив Покојо 20. Тротинетска лудница 21. Изгубљени у свемиру 22. Бу! 23. Ко то квари забаву 24. Мој Пато! 25. Мала птица гњавилица 26. Прљави пас 27. Сјеменка 28. Одбјегли шешир 29. Невидљиви Покојо 30. Бука за моје уши 31. Чување мале птице 32. Поклон за све 33. Мађионичарски трик 34. Загонетни пикник 35. Плес! 36. Патово јаје 37. Покојева луткарска представа 38. Одлази Лула 39. Патике 40. Надарени фотограф 41. Љути ванземаљац 42. Патове слике 43. Чудовишно чудо 44. Пато под водом 45. Покзила 46. Ели на леду 47. Збогом пријатељи 48. Двострука невоља 49. Коњ! 50. Елина чајанка 51. Такмичење талената 52. Сјећаш ли се... |